# Triège
Der Triège ist ein Bergbach in der Gemeinde Salvan im schweizerischen Kanton Wallis.
Der Bach entwässert einen Bereich der linken Talseite des Vallée du Trient und ist ein linker Nebenfluss des Talbachs Trient und damit ein indirekter Nebenfluss der Rhone. Früher nannte man ihn auch le petit Trient.

## Verlauf
Er entspringt am Nordosthang des Fontanabran im Talkessel Blantsin. Der südliche, längere Quellbach fliesst aus einem Geröllfeld in der Nähe des Col de Fenestral, der kürzere Quellbach nordwestlich davon aus einem kleinen Gletscher- und Firnfeld am Fontanabran. Die beiden Bergbäche münden in den Bergsee Lac de Blantsin, und unterhalb von diesem fliesst der Triège auf einer kurzen Strecke noch durch drei weitere Seen und Weiher, bevor er schräg zum Berghang in das Tal der Alp Emaney hinunterstürzt.
Noch bis um 1950 lag der steile Bach oberhalb von Emaney in der alten, natürlichen Runse. Danach wurde er im unteren Teil dieses Abhangs in ein künstliches Bett verlegt, das in nordwestlicher Richtung zu einer Wasserfassung führt. Dort wird ein Teil des Wassers aus dem Triège sowie aus kleineren Nebenbächen durch einen vier Kilometer langen Stollen geleitet, der früher in den Barberine-Stausee mündete und heute in den Emosson-Stausee fliesst. Damit verlässt ein Teil des Wassers auf diesem Weg das Flussgebiet des Triège.

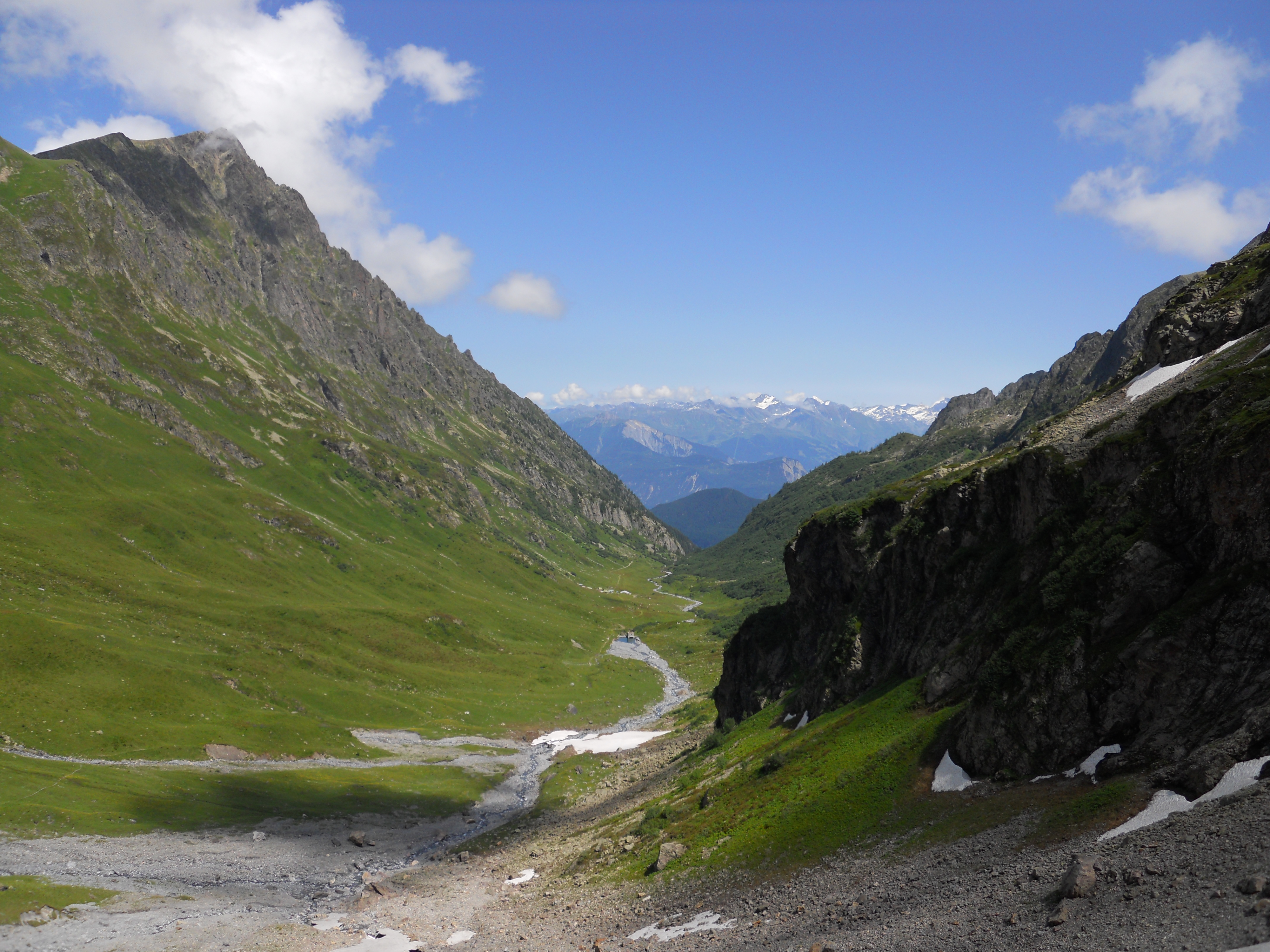
Der Triège im Emaneytal

Auf dem Talboden westlich von Emaney trifft der Triège auf den eigentlichen Talbach, der von Westen kommt und bis zum Zusammenfluss nur etwa einen Kilometer lang ist; weil der Triège bis zu dieser Stelle schon einen Oberlauf von mehr als zwei Kilometer hat, trägt er den Namen des Hauptflusses im Tal, obwohl er von rechts in den hydrografischen Talweg mündet. Der Bach fliesst weiter gegen Osten etwa zwei Kilometer durch das ziemlich flache Hochtal Vallon d’Emaney, bevor er bei La Tinda über einen Wasserfall in eine erste kurze Schlucht fällt. Zwischen den Ortschaften Les Marécottes und Finhaut durchquert er im Bergwald die sehr steile, tiefe Schlucht von Le Trétin und mündet direkt unterhalb davon von links in den Trient.
Bei einer Wasserfassung in der Schlucht wird ein grosser Teil des Wassers aus dem Wildbach in das Staubecken bei Les Marécottes und von dort aus zum 1928 gebauten Kraftwerk bei Vernayaz abgeleitet, wo es der Produktion von Bahnstrom für die SBB dient und dann durch den Unterwasserkanal des Kraftwerks die Rhone erreicht. Bei mittlerem Wasserstand erreicht nur noch eine geringe Restwassermenge des Triège auf dem natürlichen Abflussweg unterhalb der Schlucht direkt den Trient.
An das Flussgebiet des Triège grenzen die Gebiete der Barberine im Westen, des Besson im Süden und der Salanfe im Norden sowie kleinerer direkt in den Trient abfliessender Bäche an.

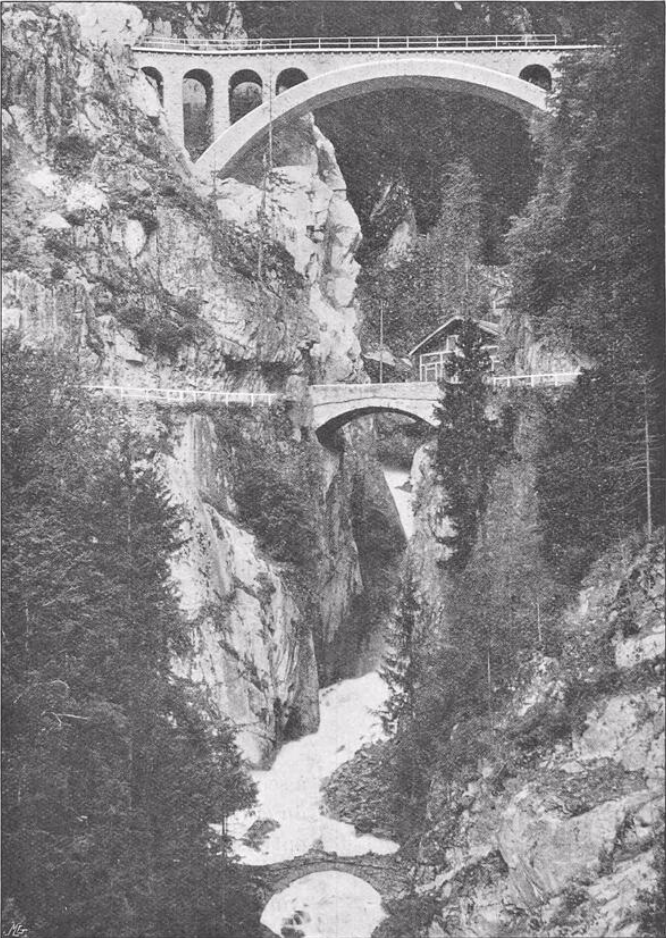
Strassenbrücke und darüber die Eisenbahnbrücke über die Triègeschlucht (Bulletin technique de la Suisse romande, 34, 1908)

## Tourismus
Um 1855 errichtete die Gemeinde Salvan am Reiseweg vom Rhonetal nach Chamonix eine erste mit Postkutschen befahrbare Steinbrücke über die Triègeschlucht, und die ältere Brücke aus dem Jahr 1808 wurde seither kaum mehr benutzt. Im Jahr 1905 entstand die 35,4 Meter lange Triègebrücke der Martigny-Châtelard-Bahn, eine gemauerte Bogenbrücke.
Am Oberlauf folgen Wanderwege dem Bachlauf. Die Routen führen den Bächen entlang und über den Fenstralpass, den Barberinepass und den Emaneypass. Am unteren Bachabschnitt überqueren mehrere Wanderwege im Trienttal den Triège auf den historischen Brücken.
Um 1870 wurde gemäss einem Vorschlag des Bergschriftstellers Emile Javelle (1847–1883) aus Vevey ein Rundweg zur Besichtigung des mittleren Teils der Schlucht mit kleinen Wasserfällen angelegt, der heute als Erlebnispfad zum touristischen Angebot im Kanton Wallis gehört. Seit den 1880er Jahren bot das Hôtel & Pension des Gorges du Triège im Dorf Le Trétien den Reisenden am Weg vom Rhonetal nach Chamonix eine zusätzliche Unterkunft verbunden mit einem Besuch in der berühmten Schlucht, von welcher der französische Reiseschriftsteller Adolphe Joanne 1872 schrieb: «Les Alpes de la Suisse et de la Savoie offrent peu de paysages comparables à ce curieux passage.» Die seit dem Ersten Weltkrieg zerfallene Schluchtpassage wurde in den 1920er Jahren wieder hergestellt; statt aus Holz baute man die kühnen Treppen und Stege jetzt aus Metall. Um 1975 stellte das Hôtel des Gorges du Triège den Betrieb ein und um 1980 kaufte die Gemeinde Salvan die Schlucht, um den Unterhalt der Anlage zu sichern. 2015 liess das Syndicat d’initiative et des amis du Trient die in einem Sturm beschädigte Passage durch die Schlucht mit Hilfe der Schweizerischen Stiftung für Landschaftsschutz erneuern.
Im mittleren Teil des Flusslaufs ist die Tindaschlucht und im unteren Abschnitt die längere Schlucht bei Les Marécottes mit den rund abgeschliffenen Felsstufen, Rutschpartien, Wasserfällen und Gumpen auch für das Canyoning erschlossen (ähnlich wie die Schlucht der Salanfe nördlich von Salvan). Diese 300 Meter lange Tour ist schon lange bekannt, gehört zu den schönsten Canyoningstrecken der Westschweiz und bildet ein wichtiges Tourismusangebot von Les Marécottes und des Wallis. Ausflüge durch die Marécottes-Schlucht machten das «Schluchtwandern» in der Schweiz früh bekannt, seit der Tourenführer Thierry Gasser aus Champéry und Roland Délez, die Gründer des Centre de canyoning des Marécottes die Route am 23. Juli 1991 erstmals erkundeten und mit Sicherheitselementen einrichteten. Der Extremsportler Mike Horn unterstützte in der Anfangszeit das Unternehmen No limits canyon in Les Marécottes, mt dessen geführten Touren entlang der Triège der Canyoningsport in der Schweiz Einzug hielt. Man darf die Schlucht nur nach Absprache mit dem Kraftwerkbetreiber, der die Stauanlagen kontrolliert, begehen.